# らっぴぃ

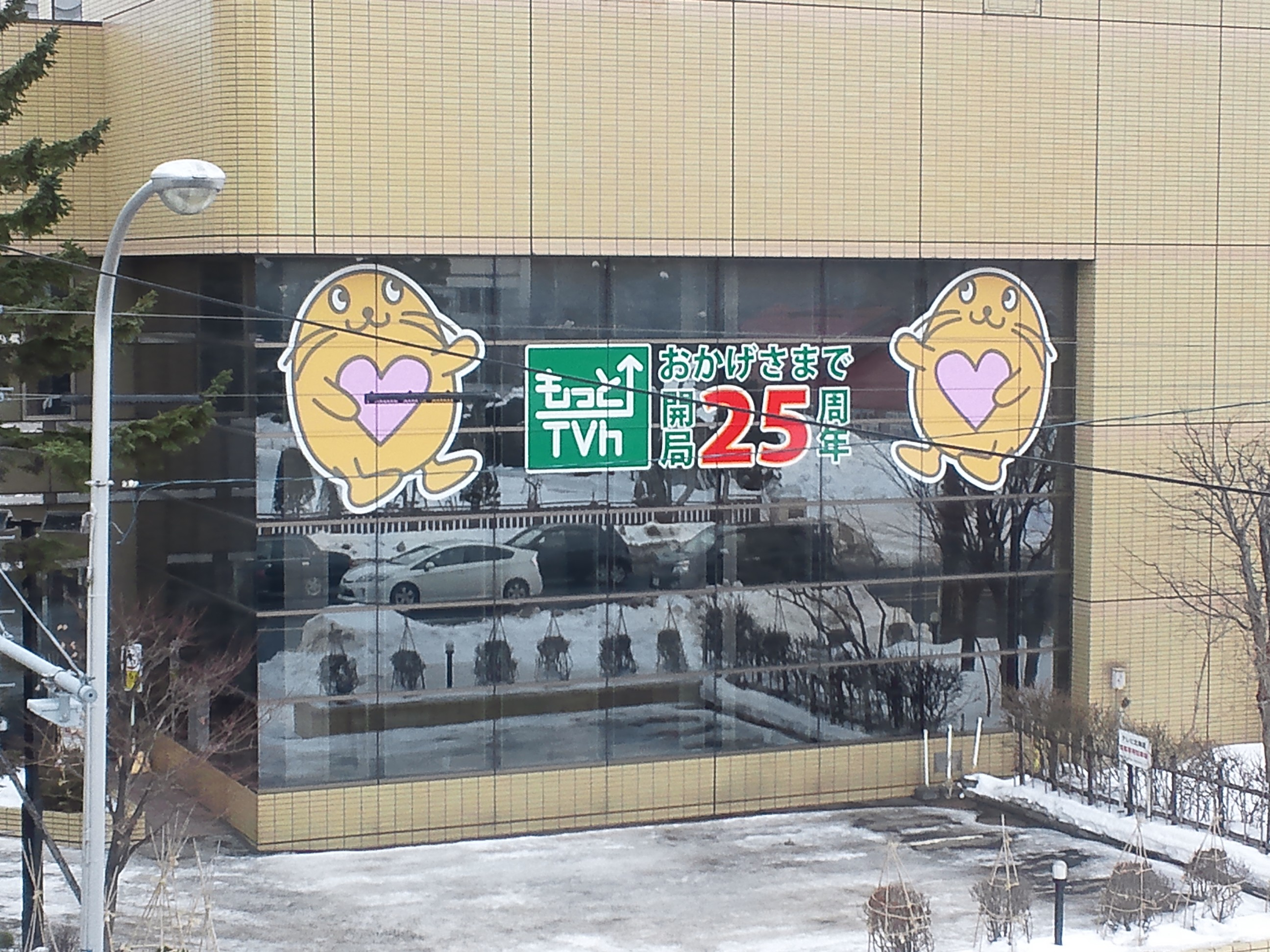
らっぴい（TVh本社屋の壁画より）

らっぴぃは、2005年から2018年に、そして開局35周年にあたる2024年から現在まで起用されているテレビ北海道（TVh）のマスコットキャラクター。

## 概要
ラッコをモチーフとしていてハートを抱えている。テレビ北海道の地上デジタルテレビジョン放送普及用テレビコマーシャルおよび放送開始前のオープニングとして「デジタル7チャンのうた」に登場。
名前は「ラッキー」や「ハッピー」を合わせたもので、TVhの番組やイベントを通じ幸運や幸せを皆に届ける願いからつけられた。社内投票での最終候補にはペガサスや妖精のキャラクターも挙げられていた。
「7チャンと一緒なら～♪」と歌うコマーシャルソングが耳に付きやすいため、名前が「ななちゃん」であると誤解されることも少なくない。なお、TVhと同じTXN系列のテレビせとうちに「ななちゃん」というキャラクターが存在している。
「遊びなDJ」等の自社制作番組のオープニング映像に使用されているほか、「らっぴぃ」を模ったエア遊具が存在し、TVhの自社イベント「ふわふわアドベンチャー」等に用いられた。

## らっぴぃ以外のマスコットキャラクター
TVhでは、1989年の開局当時はフクロウをモチーフとした「テレきたくん」、開局10周年の1999年から2002年頃まではテレビ受像機をモチーフにした「みて!くん」が存在した。
その後、2019年からは開局30周年を機にホッキョクグマをモチーフとした「シロクマセブン」を2023年まで起用した。

## 他の北海道内民放のキャラクター
- 「もんすけ」（北海道放送）
- 「onちゃん」（北海道テレビ放送）
- 「どさんこ君」（札幌テレビ放送）
- 「みちゅバチ」（北海道文化放送）

## 同じテレビ東京系列局のキャラクター
- 「ナナナ」（テレビ東京）
- 「たこるくん」（テレビ大阪）
- 「といろちゃん」（テレビ愛知）
- 「ななちゃん」（テレビせとうち）
- 「モニ太」（TVQ九州放送）